# Kadıköy, Fethiye
Kadıköy là một thị trấn thuộc huyện Fethiye, tỉnh Muğla, Thổ Nhĩ Kỳ. Dân số thời điểm năm 2011 là 1.915 người.